# Andrej Kmeť
Andrej Kmeť vagy Kmety András (Szénásfalu, 1841. november 19. – Turócszentmárton, 1908. február 16.) szlovák régész, geológus, mineralógus, őslénykutató, történész, botanikus, néprajzkutató és katolikus pap. A Matica slovenská egyik alapító tagja (1863).

## Élete
Falusi kovács családban született, 8 gyermekből legfiatalabbikként. 6 évesen Zsarnócán kezdett iskolába járni, majd Selmecbányán a piaristáknál folytatta tanulmányait németül. Végül a nagyszombati ún. kis szemináriumban és Esztergomban fejezte be teológiai felkészülését. Ezek után Szénaváron mint káplán kezdte papi hivatását. Később Kormosón szolgált papként. 1906-ban vonult nyugalomba Turócszentmártonba.

## Munkássága
Annak ellenére, hogy nem volt régészeti végzettsége, elsőként foglalkozott szisztematikusan régészettel a szlovákok közül. Kortársai szlovák Schliemannként emlegették. Barsbesén mamutcsontokat ásott elő.
Néprajzzal is foglalkozott, népdalokat, meséket és mondákat gyűjtött. 1873-ban a bécsi világkiállításon Hont vármegyei szőttest állított ki. 1891-ben szlovák csipkét propagálta a cseh-szlovák jubileumi kiállításon, 1893-ban Párizsban, majd 1895-ben Prágában. 1904-ben Amerikában is volt a szláv kiállításon. Több felvidéki szlovák vonatkozású kiállítást és csoportot szervezett.
Növénytanban is úttörő volt. A Selmeci Akadémia professzoraival működött együtt, több új fajt is meghatározott. Kb. 40 különböző növényt neveztek el róla, főleg rózsákat és gombákat. Herbáriuma és maggyűjteménye a Szlovák Nemzeti Múzeumban található.
1892-ben javaslatot tett egy tudományos társaság felállítására turócszentmártoni székhellyel. Küzdött az alkoholizmus ellen, egyházi és egyéb szakkönyvtárakat, olvasó társaságokat, gyümölcstermesztő egyleteket alapított.
Széles körű tudásáról német és szlovák nyelvű szakirodalmi munkássága tanúskodik.

## Művei
- 1866 William Löbe által írt rész a Hlavné pravidlá o hospodárstve c. műben (fordítás)
- 1871 Nový svet, alebo čo nového vo svete (Bobulová Ľudová bibliotéka brozsúrája)
- 1871 Jako sa majú poklady kopať (Bobulová Ľudová bibliotéka brozsúrája)
- 1875 Hospodár na Slovensku (Matica slovenská brozsúrája)
- 1893 Veleba Sitna
- Floristom slovenským, Slovenské pohľady
- O výšivkách a čipkách v Honte
- Niečo o baníctve z okolia Ptáčnika a Homôlky v Tekove
- Starožitnosti v Honte

## Emlékezete

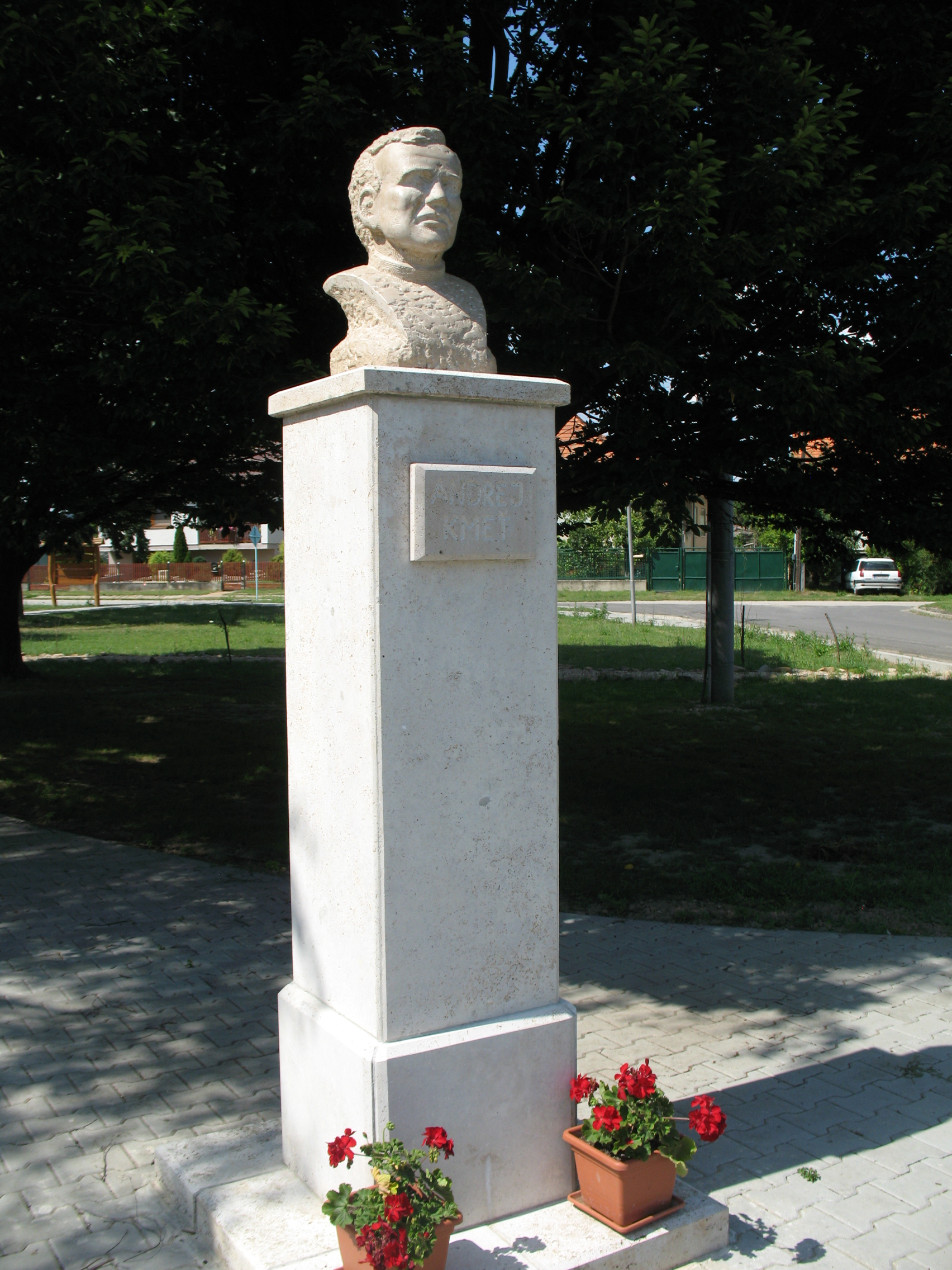
Gyarak
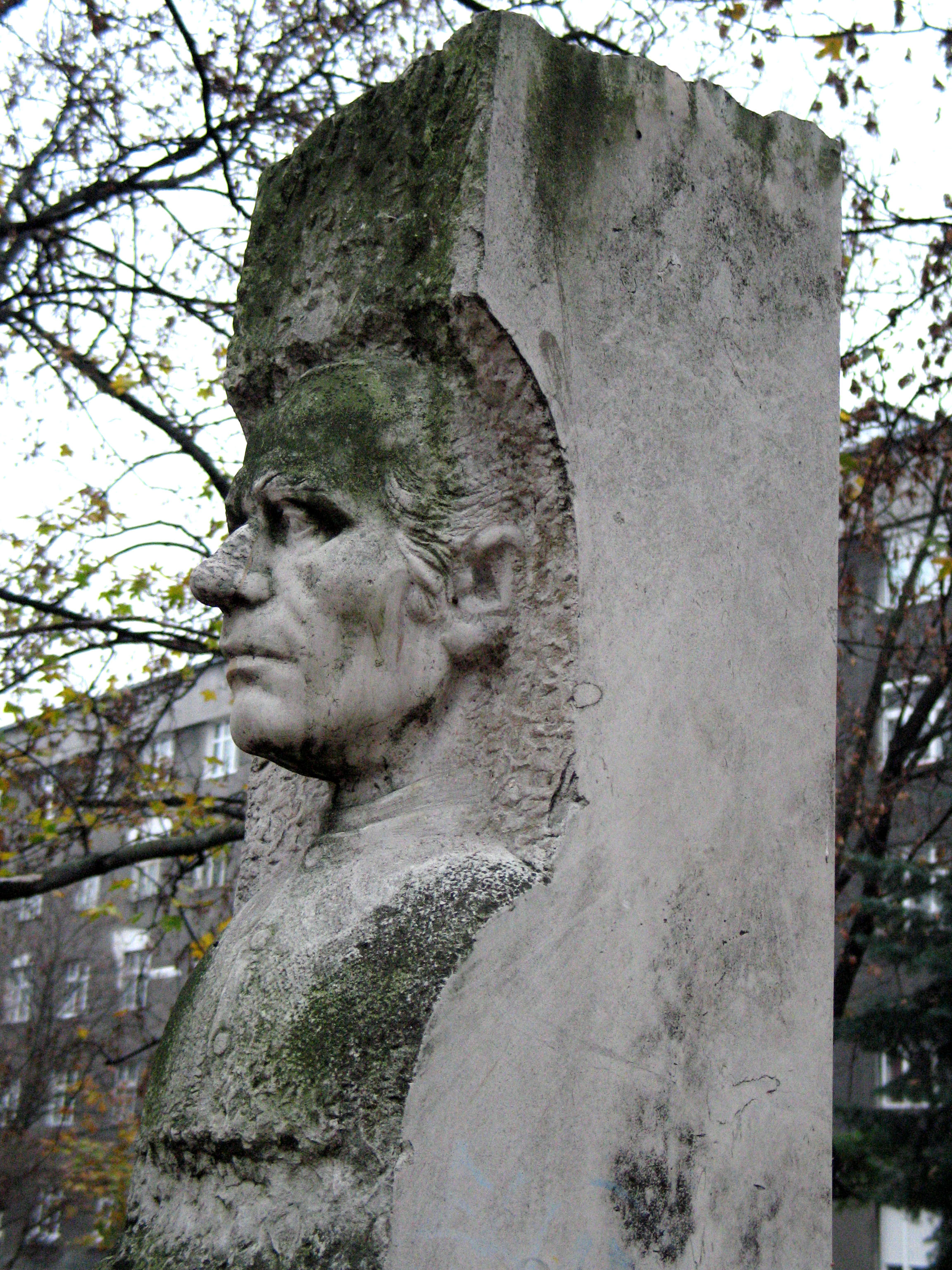
Pozsony
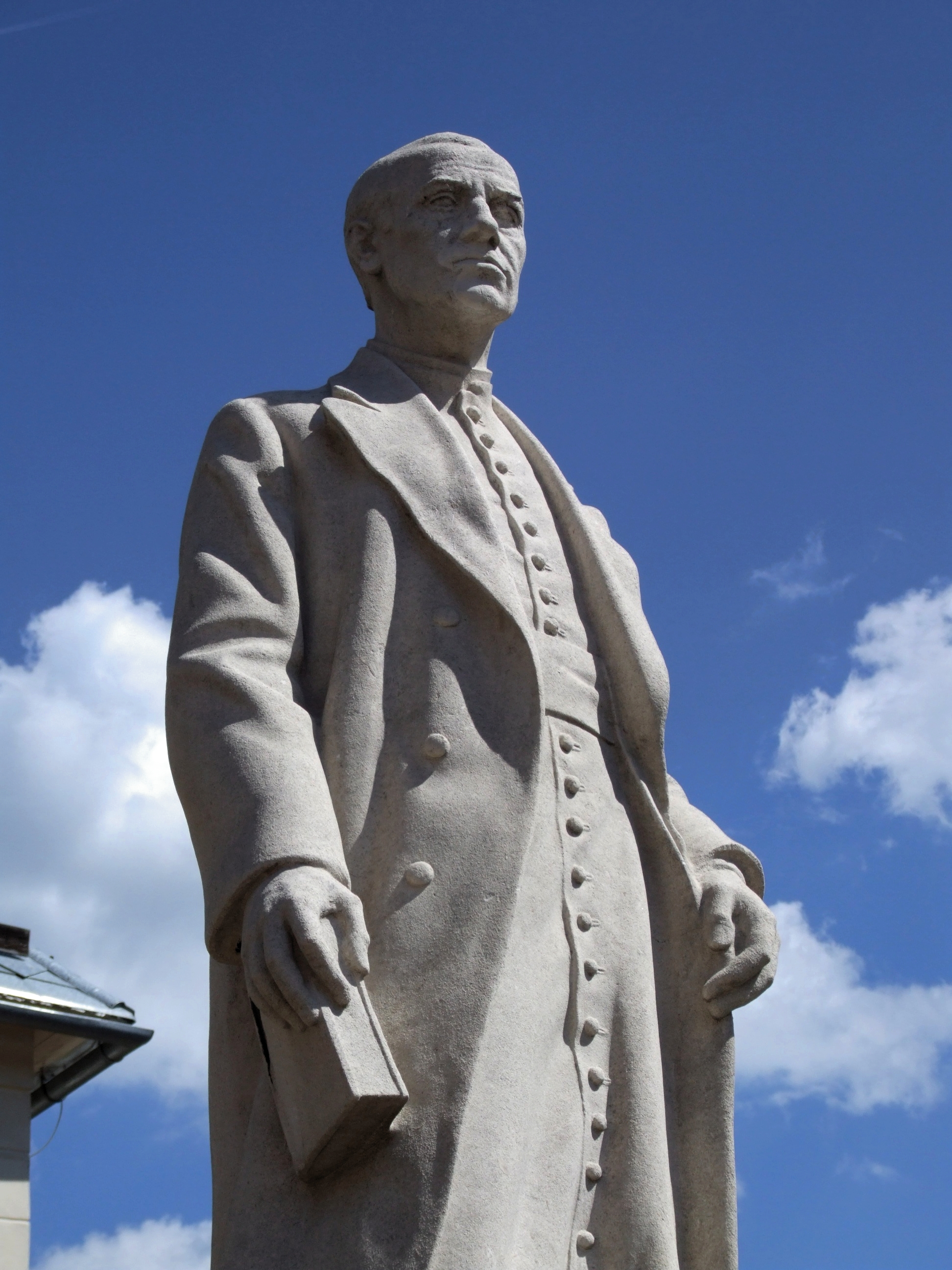
Selmecbánya
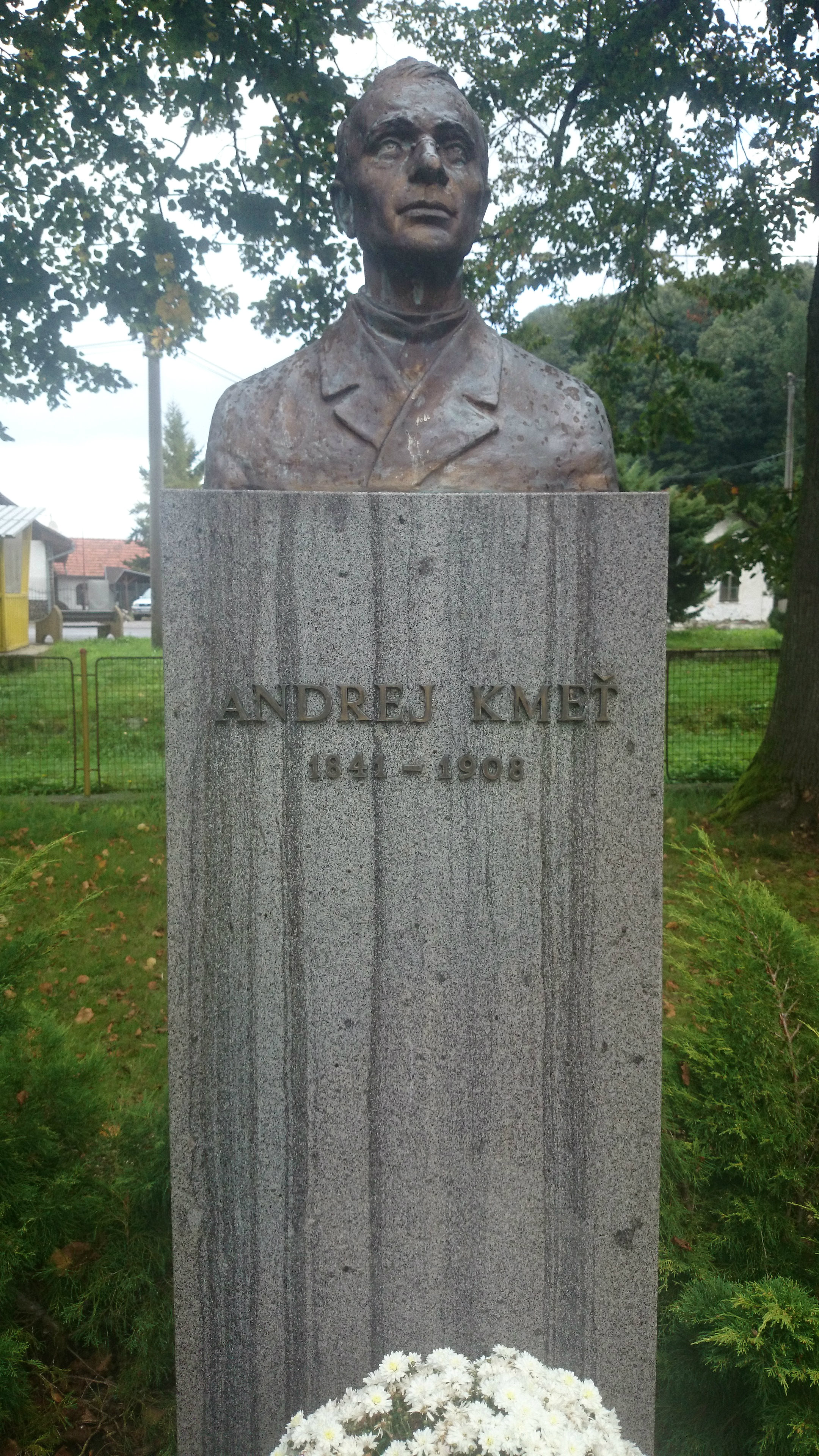
Szénásfalu
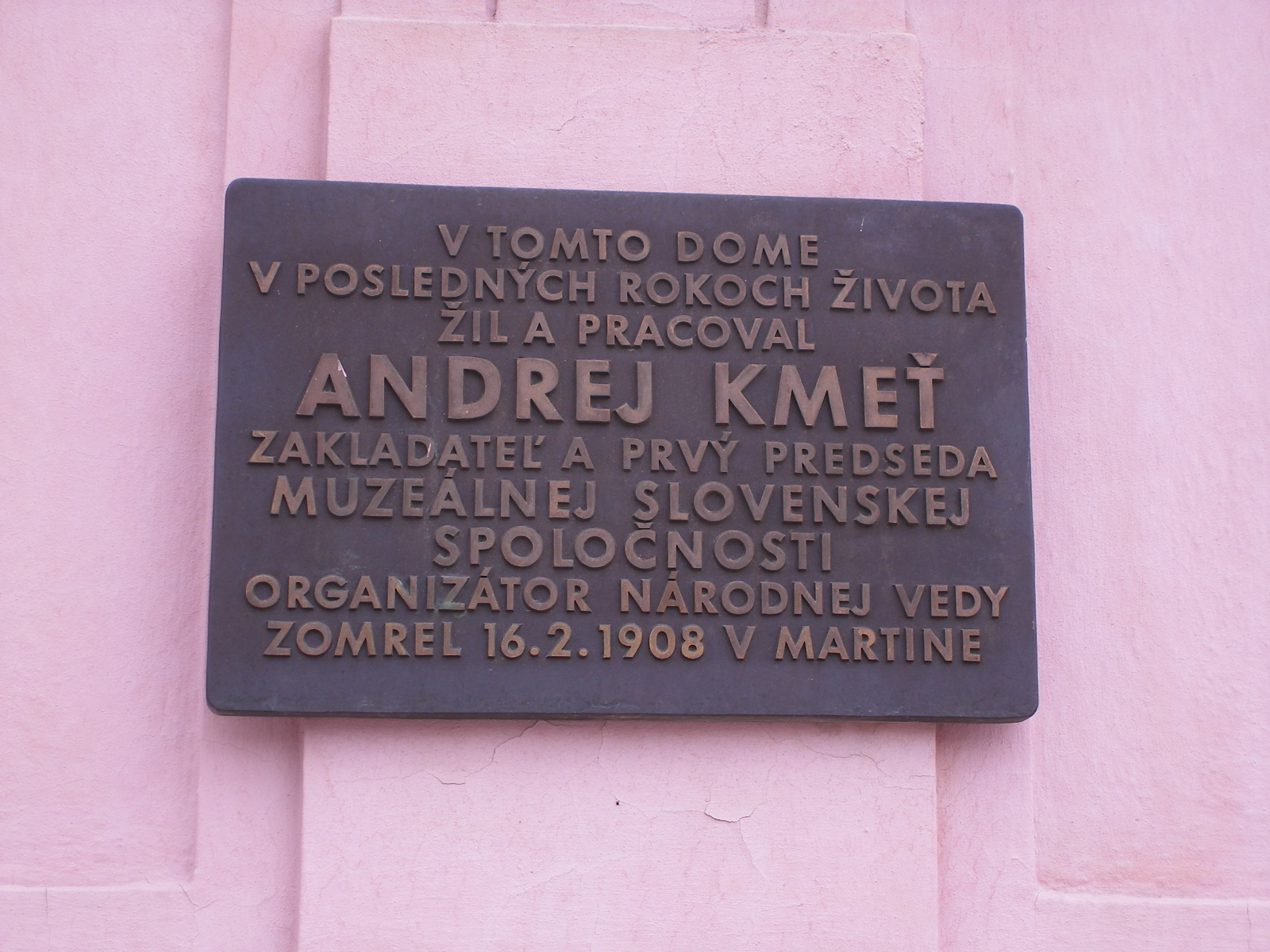
Turócszentmárton
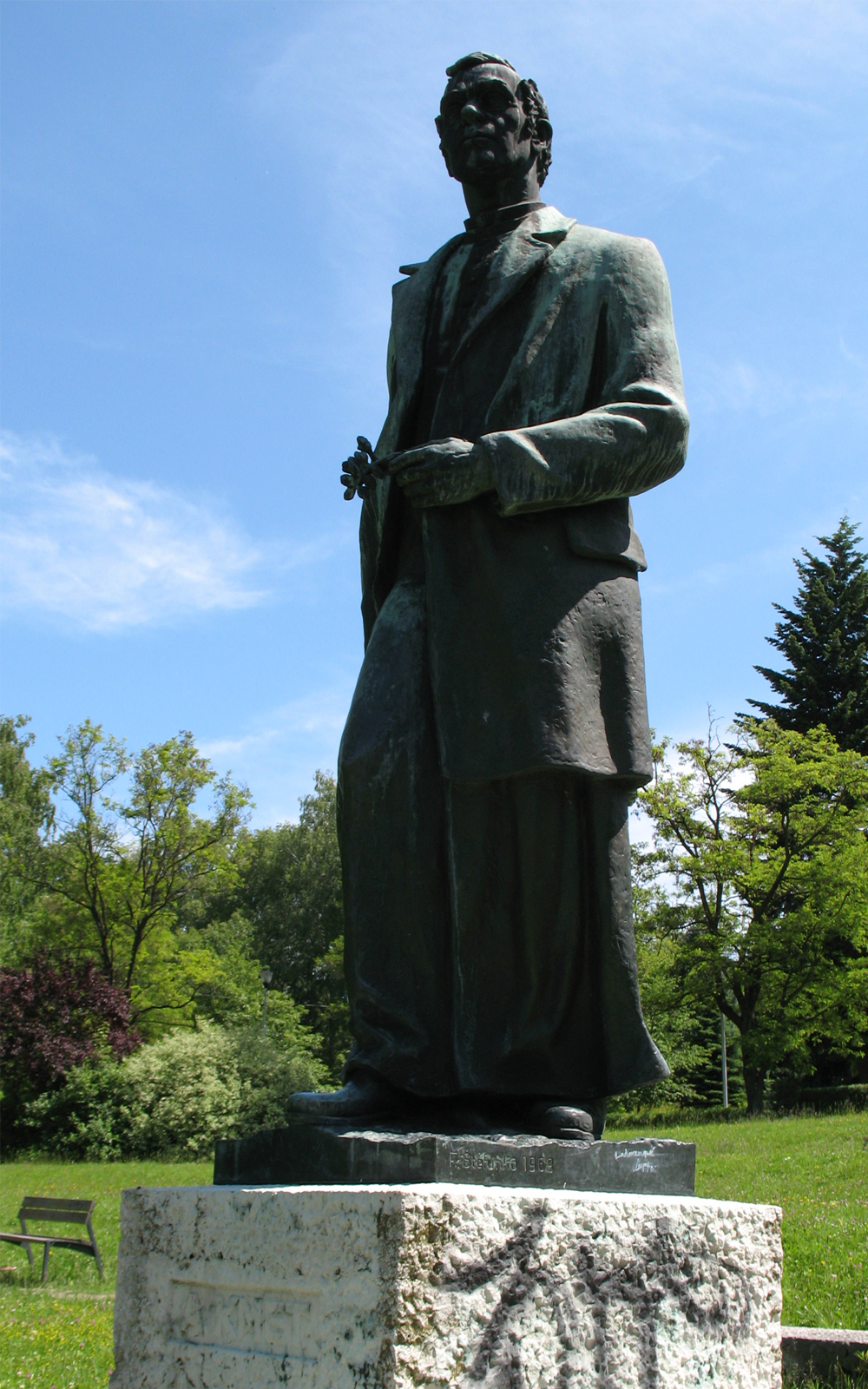
Turócszentmárton
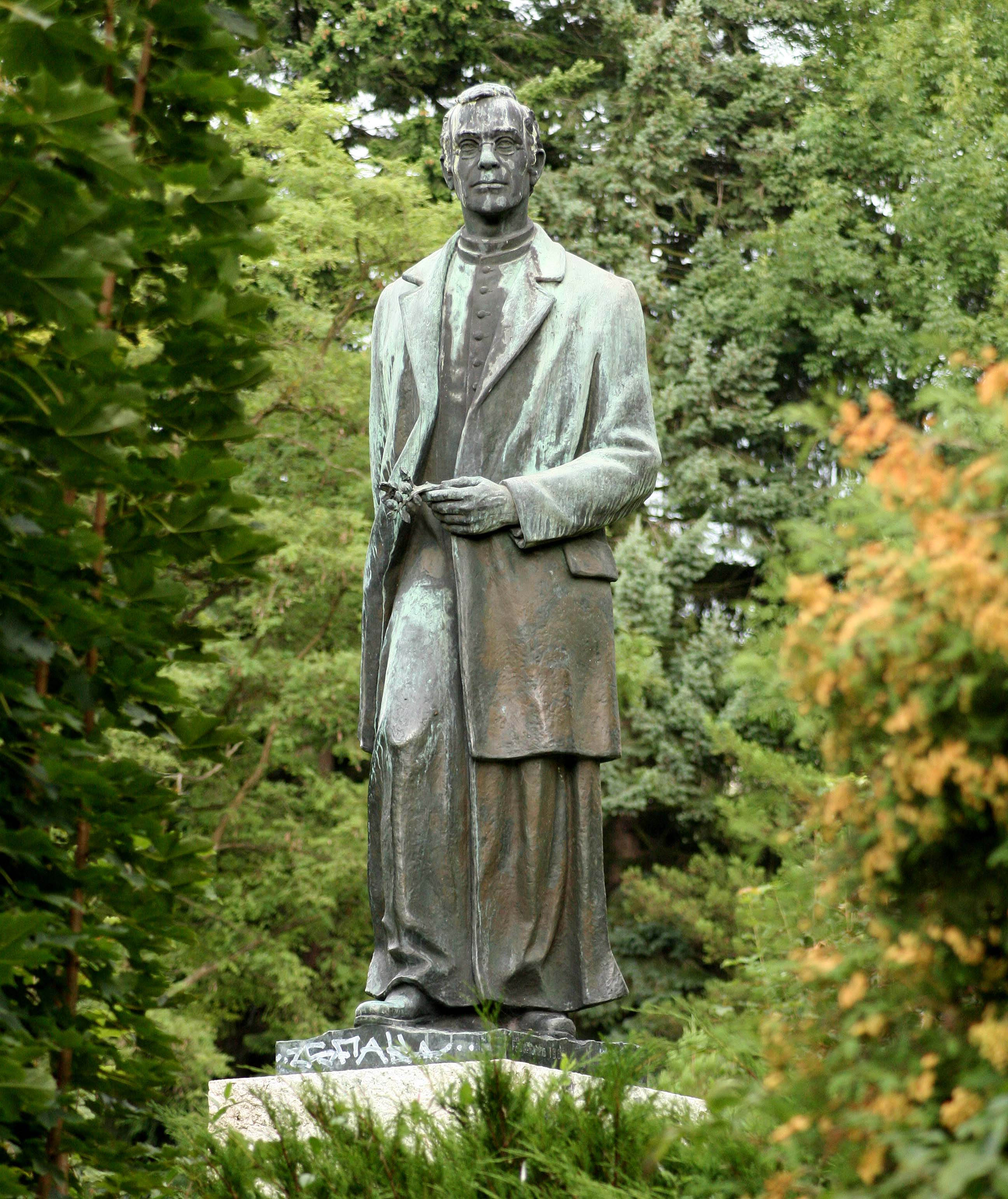
Turócszentmárton
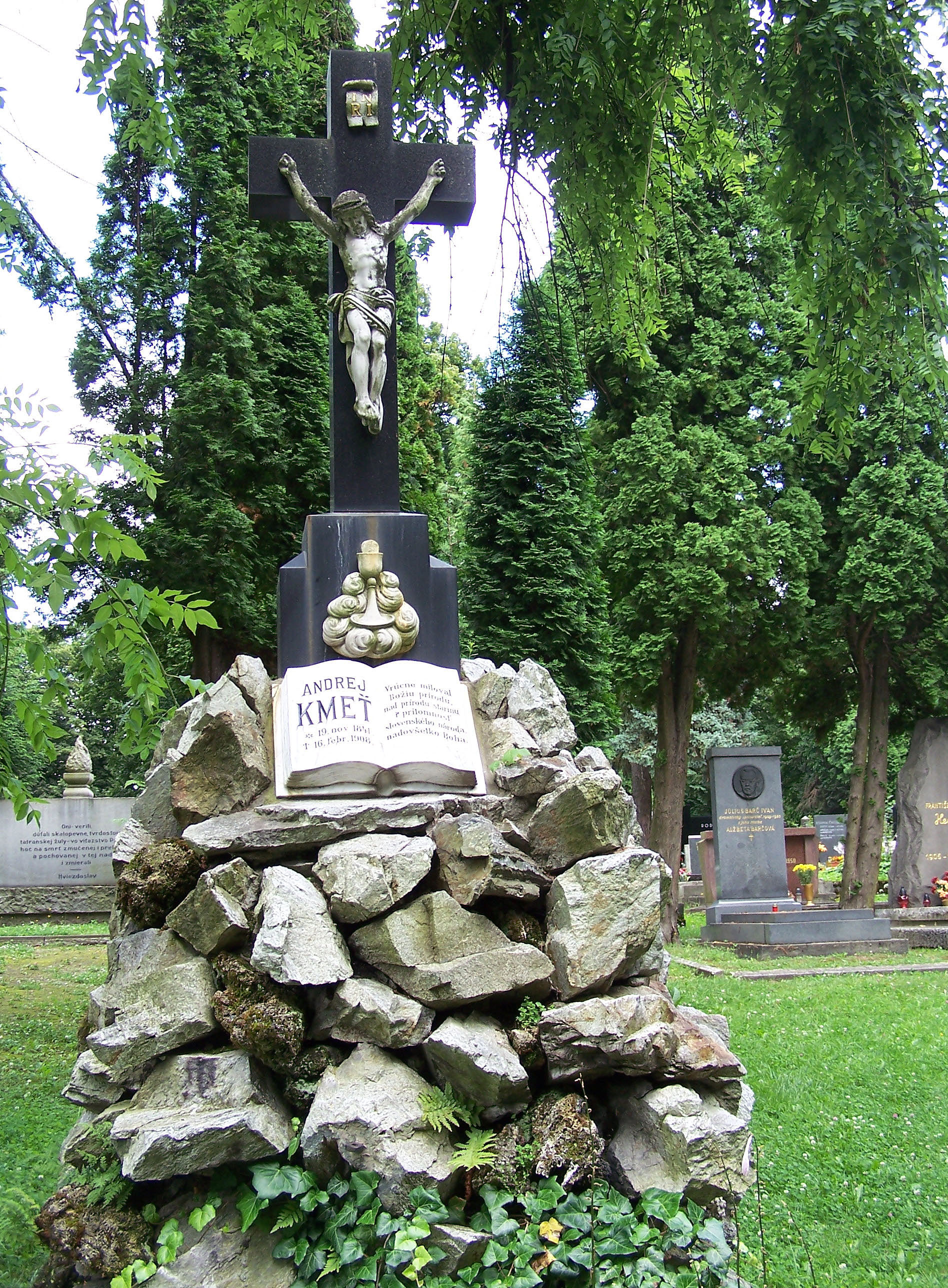
Turócszentmárton

- Gyarak (Ďarak) község új szlovák nevét (Kmeťovo) az ő emlékére kapta
- Turócszentmártoni házán emléktábla
- Turócszentmártonban áll szobra a Szlovák Nemzeti Könyvtár előtti parkban
- Selmecbányán áll szobra Mária mennybevitele templom előtt
- Andrej Kmeť múzeum Turócszentmárton